# Mohan Khan
Mohan Khan (Bangladesh, 6 september 1991) is een Bengalees atleet, die zich heeft toegelegd op de sprint.

## Loopbaan
Khan nam deel aan de Olympische Spelen van 2012, waar hij uitkwam op de 100 m mannen, maar strandde in de voorrondes met een tijd van 11,25 s.

## Persoonlijk record
| Onderdeel | Prestatie | Datum           | Plaats |
| --------- | --------- | --------------- | ------ |
| 100 m     | 11,25 s   | 4 augustus 2012 | Londen |